# CDG Capital
CDG Capital est la banque de financement et d’investissement du groupe CDG, créée en février 2006 dans le cadre d’une stratégie de filialisation.
Elle regroupe l’ensemble des activités de marchés financiers auparavant exercées au sein des filiales de la Caisse de dépôt et de gestion. Son siège est situé dans la Tour Mamounia, à Rabat,.

## Présentation
CDG Capital est une filiale de la Caisse de dépôt et de gestion. Elle est créée en février 2006 sous le mandat de Mustapha Bakkoury, dans le cadre de la stratégie de filialisation opérée par la CDG.
CDG Capital dispose de trois filiales : 
- CDG Capital Gestion ;
- CDG Capital Bourse ;
- CDG Capital Real Estate.